# Alair de Souza Camargo Junior
Alair de Souza Camargo Júnior (Umuarama, 27 gennaio 1982) è un ex calciatore brasiliano, di ruolo difensore.